# Allophylus commersonii
Allophylus commersonii är en kinesträdsväxtart som beskrevs av Carl Ludwig von Blume. Allophylus commersonii ingår i släktet Allophylus och familjen kinesträdsväxter. Inga underarter finns listade i Catalogue of Life.